# ケンブリッジシャー
ケンブリッジシャー（Cambridgeshire）とは、イースト・アングリアにあるイングランドのカウンティ。北部でリンカンシャー、北東部でノーフォーク、東部でサフォーク、南部でエセックスとハートフォードシャー、西部でベッドフォードシャーおよびノーサンプトンシャーと接している。古くはケンブリッジ州（the county of Cambridge）とも呼ばれた。州都はケンブリッジ市。現在のケンブリッジシャーは1974年にケンブリッジシャーおよびエリー島とハンティンドンおよびピーターバラというカウンティの合併により形成された。前者はケンブリッジシャー、エリー島、後者はハンティンフォードシャー、ソーク・オブ・ペーターバラという歴史的地域区分（英語版原文: historical counties）から1965年にそれぞれ形成された。 このカウンティはシリコン・フェンとして知られる地域の大部分を含んでいる。地方行政はケンブリッジシャー州議会と、イングランドの単一自治体であるピーターバラ市議会によって分担されている。州議会の下には、ケンブリッジ市議会、サウス・ケンブリッジシャー地区議会、イースト・ケンブリッジ地区議会、ハンティンドンシャー地区議会、フェンランド地区議会という5つの地区議会がある。

## 歴史
ケンブリッジシャーはフェンゲートのフラグ・フェンで知られる。フラグ・フェンは国内最古の新石器時代の通年定住地であり、スコットランドのバーディーンにあるバルブリディーと並び重要な遺跡である。イースト・ケンブリッジでは石器時代、青銅器時代、鉄器時代の遺物が大量に出土した。そのうち大部分はアイルハムで発見されたものである。
ドゥームズデイ・ブックには、ケンブリッジシャーが「グラントブリッジシャー（正確にはGrentebrigescire）」として記録されていた。これはグランタ川と関係している。
いくつかの地方自治体が単一化された結果、今日のケンブリッジシャーはイースト・アングリアの大部分を含んでいる。1888年に州議会制が導入された際には、ケンブリッジシャーの伝統的な地域区分に従い、別々の議会が以下の地域に設立された。
- ケンブリッジ周辺南部
- ザ・リバティー・オブ・アイル・オブ・エリー

1965年、この2つの行政州は合併しケンブリッジシャーおよびアイル・オブ・エリーが形成された
。1972年地方自治法のもと、これは西方にあったハンティンドンおよびピーターバラと合併した（後者は1965年にハンティンドンシャーとピーターバラ司法官区の合併により形成されていた。ピーターバラ司法官区は、元々はノーサンプトンシャーの一部だった。ノーサンプトンシャーは独自の州議会を持っている）。その結果形成された州は単純にケンブリッジシャーと呼ばれた。1998年から、ピーターバラ市はイングランドの単一自治体として独立した行政区となっている。当市はロード・レフテナントなど典礼的な目的において関連付けられ、また警察や消防サービスなどの機能において連携している。
2002年には、自然植物保護団体のプラントライフ（Plantlife）がヨウシュオキナグサ（Pulsatilla vulgaris）をケンブリッジシャーの非公式な州花として指定した。
州の軍事部隊ケンブリッジシャー連隊（通称フェン・タイガース）は、南アフリカのボーア戦争や第一次世界大戦、第二次世界大戦に従軍した。この州は地形が平坦であり、また大陸と近いために、第二次世界大戦の間に英国軍がここに多くの飛行場を英空軍爆撃司令部、戦闘機軍団、同盟していた合衆国陸軍航空軍向けに建設した。この協力を記念して、ケンブリッジ・アメリカン・セレモニー・アンド・メモリアルがマディングリーにある。これは第二次大戦中に戦死した米国軍人に対するイングランド内で唯一の墓地である。
ヨークシャーの「タイク」（Tyke）やリンカンシャーの「イエローベリー」（Yellowbelly）などのように、イングランドの大半の州には、その州の出身者に対する愛称がある。ケンブリッジシャー出身者に対する伝統的な愛称は「ケンブリッジシャー・キャメル」（Cambridgeshire Camel）か、あるいはフェンズ（Fens）地方で一度は絶滅した水鳥である鶴にちなんで「ケンブリッジシャー・クレーン」（Cambridgeshire Crane）である。「フェナーズ」（Fenners）という単語は平地の多い地方からケンブリッジ北部へ来た人に対してよく用いられていた。20世紀以来、この用語は蔑称と考えられており、使用を控えるよう促されている。
ケンブリッジシャーに関する歴史的文章の原版はケンブリッジシャー・アーカイブス・アンド・ローカルスタディーズ（Cambridgeshire Archives and Local Studies）に保存されている。

## 主な都市
- ケンブリッジ
- イーリー
- ハンティンドン
- ピーターバラ